# Planeta de carbono

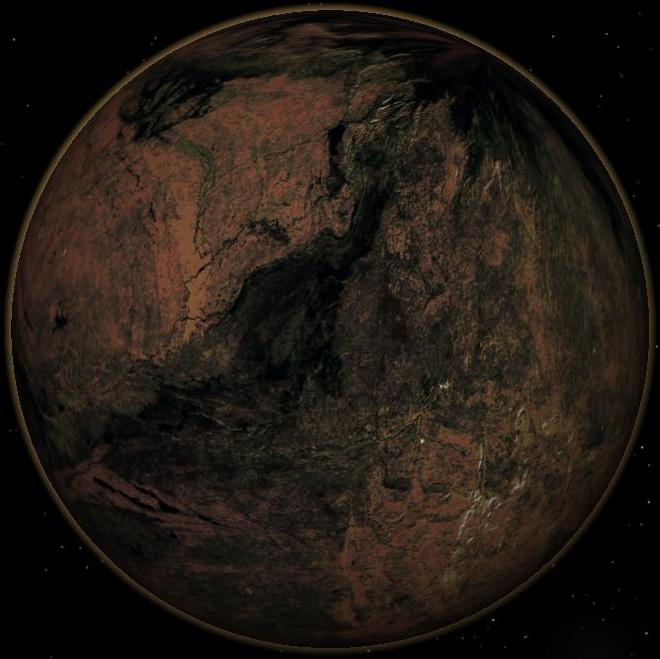
Aspecto de un Planeta de Carbono.

Un planeta de carbono, también denominado planeta de diamante o planeta de carburo, es un tipo de planeta terrestre propuesto por Marc Kuchner con capas internas de diamante de varios kilómetros de espesor. Los planetas de diamante podrían formarse en los discos protoplanetarios encontrados alrededor de muchas estrellas, si estos son ricos en carbono y pobres en oxígeno.
En octubre de 2012 se anunció que 55 Cancri e en la constelación de Cáncer, era un planeta de diamante y que, aunque no era el primero en ser detectado, si era el primero en orbitar una estrella similar al Sol.
Esta clase de planeta tendría que desarrollarse de manera diferente a la de la Tierra, Marte y Venus, planetas de silicatos formados principalmente de compuestos de oxígeno y silicio. Las teorías predicen que tales planetas probablemente tendrían un núcleo de hierro similar al de los planetas terrestres conocidos y un manto líquido de carbonatos. Tendrían una superficie de carburo de silicio y carburo de titanio, cubierta con una capa de carbono que se encontraría en forma de grafito, posiblemente con una capa de diamante en el interior si el planeta es lo bastante grande para producir la presión suficiente.
La superficie sería rica en hidrocarburos y monóxido de carbono con una atmósfera de metano y otros compuestos carbónicos. La vida sería posible en este tipo de planetas, sobre todo si el agua está presente, pero el fuerte carácter reductor de dicho medio ambiente podría causar que las formas de vida de estos planetas tengan un metabolismo invertido al de las formas de vida terrestre que predominan en la actualidad, usando compuestos ricos en oxígeno como alimento para reaccionar con la atmósfera rica en carbono.
Los planetas del púlsar PSR B1257+12 podrían ser planetas de carbono, posiblemente formados a causa del colapso de una estrella de carbono al envejecer. Otros buenos candidatos a ser planetas de carbono podrían ser aquellos localizados cerca del centro de la galaxia, donde las estrellas tienen más carbono que el Sol. Se ha detectado que el disco de polvo de la estrella Beta Pictoris es rico en carbono y podrían estar formándose planetas de este tipo.
Dado que las estrellas al morir expulsan al espacio grandes cantidades de carbono, en el futuro al ir sucediéndose generaciones de estrellas y aumentar la cantidad presente de dicho elemento, el número de planetas de carbono irá aumentando hasta que quizás en un futuro lejano todos los planetas que se formen acaben por ser de este tipo. 